# Hemiblossia oneili
Hemiblossia oneili är en spindeldjursart som beskrevs av William Frederick Purcell 1902. Hemiblossia oneili ingår i släktet Hemiblossia och familjen Daesiidae. Inga underarter finns listade i Catalogue of Life.